# 小行星8550
小行星8550（英語：8550 Hesiodos）是一颗围绕太阳公转的小行星。1994年8月12日，艾瑞克·怀特·埃尔斯特在拉西拉天文台发现了此天体。
这颗小行星的绝对星等为336.3394052899685等。